# Miền Đồi
Miền Đồi là một xã thuộc huyện Lạc Sơn, tỉnh Hòa Bình, Việt Nam.
Xã Miền Đồi có diện tích 26.03 km², dân số năm 1999 là 3816 người, mật độ dân số đạt 147 người/km². các xóm gồm: 
| Xóm Bái        |
| Xóm Bang       |
| Xóm Boi        |
| Xóm Dóm        |
| Xóm Rênh       |
| Xóm Riêng      |
| Xóm Thăn Dưới  |
| Xóm Thăn Trên  |
| Xóm Thây       |
| Xóm Tre        |
| Xóm Vôi Hạ     |
| Xóm Vôi Thượng |